# Phreatia macra
Phreatia macra är en orkidéart som beskrevs av Rudolf Schlechter. Phreatia macra ingår i släktet Phreatia och familjen orkidéer. Inga underarter finns listade i Catalogue of Life.